# Bensheim
Bensheim je grad na samom jugu pokrajine Hessen u Njemačkoj i najveći grad okruga Bergstraße.

## Geografija

### Lokacija
Grad leži na istočnom rubu pukotine Rajne na obroncima zapadnog Odenwalda na Bergstraße. Najbliži veći gradovi su Darmstadt (oko 22 km (14 mi) na sjeveru), Heidelberg (oko 35 km (22 mi) na jug), Worms (nekih 18 km (11 mi) na zapad) i Mannheim (oko 32 km (20 mi) na jugozapadu). Sjedište okruga Heppenheim nalazi se otprilike 5 km (3 mi) prema jugu.
Lauter teče kroz Bensheim, dolazeći iz doline Lautera s istoka, koja je nakon prolaska kroz Bensheim poznata kao Winkelbach. Na jugu grada teče Meerbach, koji također dolazi iz Odenwalda (ali iz doline Zell). Neuer Graben, ili "Novi kanal", koji se graniči s Lauterom, uglavnom se kanalizira pod zemljom i dolazi iznad zemlje na zapadnom rubu grada.

### Susjedne zajednice
Bensheim se na sjeveru graniči s gradom Zwingenbergom i zajednicama Alsbach-Hähnlein und Seeheim-Jugenheim (obje u Darmstadt-Dieburgu), na istoku s zajednicom Lautertal, na jugu s gradom Heppenheimom i na zapadu na grad Lorsch i zajednicu Einhausen.

## Vanjske poveznice
- Službena stranica
- Goethe-Gymnasium  Arhivirana inačica izvorne stranice od 13. kolovoza 2006. (Wayback Machine)

### Ostali projekti
|  | Zajednički poslužitelj ima još gradiva o temi Bensheim |